# Maurice Lecœur
Pour les articles homonymes, voir Lecœur.
Maurice Lecœur, né en 1934 à Sainte-Mère-Église (Manche), est un écrivain français.

## Biographie
Maurice Lecœur est l'auteur de différents ouvrages allant du roman à la monographie historique, pour lesquels il a obtenu plusieurs prix littéraires dont le prix des libraires de Normandie en 1994 et le prix littéraire du Cotentin en 1996. Membre de la société des gens de lettres de France. et de la  Société des
Auteurs de Normandie.

## Publications
- La Diligence de Valognes, La Dépêche
- L'Affaire de Tourlaville, Delmas
- Le Portrait de Pauline, Lieu commun
- Sainte-Mère-Église, le village du Jour le plus long, Lieu commun
- Le Voyage de Palmyre, Isoéte
- Louis XVII, dernier duc de Normandie, Corlet
- Presqu'île du Cotentin, IsoèteLa Manche entre Bretagne et Cotentin, IsoéteÉcrit avec Michel Besnier et Norbert Girard.Meurtre dans la baie des Veys, Corlet
- Trésors du Cotentin, Isoète (photos de Norbert Girard)
- La Fille du fauconnier, Isoéte
- Cherbourg au fil du temps, Isoéte
- Morte-eau à Carteret, Isoéte 2002
- Elody Beach, Isoéte
- Week-end royal, Isoéte
- Un si joli petit port, Isoéte 2006
- Le Moyen Âge dans le Cotentin, Isoète, 2008
- Val de Saire (photographies de Christine Duteurtre), Isoète, 2009
- La Ferme des Sources,   Isoète,  2009
- La Digue écarlate,   Isoète,  2010
- Autour de Guillaume Fouace,  Isoète,  2010
- Des noces sanglantes ,   Isoète,  2012
- Peintres du roi , Isoète,  2013
- Le Talisman perdu, Glyphe, 2014
- Le Meurtre de Lily-Rose, Glyphe, 2015
- Le Fantôme de Marie Laurencin, Glyphe, 2017
- Mort d'une courtisane,  Le Lys bleu, 20189
- La Disparue de Barneville, Glyphe, 2019 ,